# Cladopsammia echinata
Cladopsammia echinata är en korallart som beskrevs av Stephen D. Cairns 1984. Cladopsammia echinata ingår i släktet Cladopsammia och familjen Dendrophylliidae. Inga underarter finns listade i Catalogue of Life.